# Topologie váčkovitého poklopce
Topologie váčkovitého poklopce je druhý díl druhé řady amerického televizního seriálu Teorie velkého třesku. V této epizodě hostuje Travis Schuldt. Režisérem epizody je Mark Cendrowski.

## Děj
Hned poté, co se partička vrátí z Festivalu renesance, uvidí Penny s jejím novým přítelem Ericem (Travis Schuldt). Leonarda poté v univerzitní kantýně potká Leslie, která by ráda pokračovala v jejich přerušeném krátkém vztahu. Sama ale navrhuje, aby na vše šli pomalu, než zjistí, jestli vztah funguje, aby jej dovedli až k sexu. V průběhu jejich schůzek Leslie zjišťuje, kolik by mohli mít spolu dětí a jaké by Leonard mohl mít genetické indispozice. Penny se pomocí Erica snažila přimět Leonarda žárlivosti, což se nepovedlo a tak se s ním rozchází. Sheldon se Penny svěří, že mu není příjemné, když Leonard chodí s jeho úhlavním nepřítelem, tedy Leslie. Penny mu ale radí, aby se s jejich vztahem smířil. Sheldon se ale s Leslie brzy dostane do křížku ohledně názorů na vědeckou problematiku. Leslie očekává, že se Leonard postaví za její názory, ten ale k jejímu překvapení souhlasí se Sheldonem. Oba se tedy obratem rozchází. Sheldon se pak snaží Leonarda utěšit tím, že chybí už jen devět měsíců do Comic-Conu.

## Obsazení
| Johnny Galecki | Leonard Hofstadter |
| Jim Parsons    | Sheldon Cooper     |
| Kaley Cuoco    | Penny              |
| Simon Helberg  | Howard Wolowitz    |
| Kunal Nayyar   | Raj Koothrappali   |
| Sara Gilbert   | Leslie Winkle      |
| Travis Schuldt | Eric               |